# Astorga
Astorga (spansk udtale: [astoɾɣa]) er en kommune og en by beliggende i det centralt i provinsen León, i den autonome region Castilien og Leon i Spanien 43 km sydvest for provinshovedstaden León. Det ligger i forbindelsen mellem Páramo Leonés og bjergene i León og hovedbyen i området Maragatería, La Cepeda og Ribera del Órbigo. Byen var bispesæde i et af Spaniens mest omfattende gamle bispedømmer, hvis jurisdiktion dækker halvdelen af provinsen León og en del af Ourense og Zamora. Byen er samtidig sæde for domstolen i provinsen León.
Astorga ligger i området Maragatería, et lille etnisk og kulturelt samfund med egne skikke og arkitektur. Byen ligger ved krydset af den franske rute, den mest poulære sti og Vía de la Plata-ruten, en alternativ vej til Jakobsvejen (spansk: Camino de Santiago). Sankt Turibius af Astorga var biskop af byen i 400-tallet.
Astorga har 10.308(2024) indbyggere.